# 英国アカデミー賞 作品賞
英国アカデミー賞 作品賞（BAFTA Award for Best Film）は、英国映画テレビ芸術アカデミーによって選出されている、最優秀映画作品に贈られる賞。

## 賞の歴史
1947年度の第1回より創設されている。1967年度までの名称は総合作品賞（Best Film from any Source）で、製作国を問わずすべての作品を対象としていた。この賞とは別に、イギリス映画を対象とする英国作品賞（Best British Film）も存在し、イギリス映画は両方の部門にノミネートされることが可能となっている。1968年度からは単一の「作品賞」（Best Film）のみになり、イギリスとそれ以外の国の映画の区別が無くなった。1992年度からは英国作品賞が再び創設されている。
1982年度より英語以外の言語を用いた作品を対象とする外国語作品賞（Best Foreign Language Film）が創設された（1988年度より非英語作品賞（Best Film Not in the English Language）に改名）。作品賞と同時にノミネートされることもあり、『ROMA/ローマ』（2018年）などは両方を受賞している。
1961年には総合作品賞で『誓いの休暇』と『ハスラー』が同時受賞した。
1976年度までと1979年度、1980年度には、賞は監督に贈られていた。1977年度、1978年度、1981年度から1984年度までプロデューサーのみに与えられ、1985年度からプロデューサーと監督の共同となり、そして1997年度より再びプロデューサーだけとなった。

## 受賞と候補の一覧

### 1940年代
| 部門            | 映画                             | 監督                         | プロデューサー                             | 製作国         |
| --------------- | -------------------------------- | ---------------------------- | ------------------------------------------ | -------------- |
| 1947年（第1回） |                                  |                              |                                            |                |
| 総合作品賞      | 『我等の生涯の最良の年』         | ウィリアム・ワイラー         | サミュエル・ゴールドウィン                 | アメリカ合衆国 |
| 1948年（第2回） |                                  |                              |                                            |                |
| 総合作品賞      | 『ハムレット』                   | ローレンス・オリヴィエ       | ローレンス・オリヴィエ                     | イギリス       |
| 総合作品賞      | 『十字砲火』                     | エドワード・ドミトリク       | エイドリアン・スコット                     | アメリカ合衆国 |
| 総合作品賞      | 『落ちた偶像』                   | キャロル・リード             | キャロル・リード                           | イギリス       |
| 総合作品賞      | 『聖バンサン』                   | モーリス・クローシュ         | Viscount George de la Grandiere            | フランス       |
| 総合作品賞      | 『裸の町』                       | ジュールズ・ダッシン         | マーク・ヘリンジャー                       | アメリカ合衆国 |
| 総合作品賞      | 『戦火のかなた』                 | ロベルト・ロッセリーニ       | ロッド・E・ガイガー ロベルト・ロッセリーニ | イタリア       |
| 総合作品賞      | 『アレッサンドロ・ブラゼッティ』 | アレッサンドロ・ブラゼッティ | ジュゼッペ・アマト                         | イタリア       |
| 1949年（第3回） |                                  |                              |                                            |                |
| 総合作品賞      | 『自転車泥棒』                   | ヴィットリオ・デ・シーカ     | ジュゼッペ・アマト                         | イタリア       |
| 総合作品賞      | 『ベルリン物語』                 | ロベルト・A・シュテルメ      | Alf Teichs                                 | 西ドイツ       |
| 総合作品賞      | 『アウシュウィツの女囚』         | ヴァンダ・ヤクボフスカ       |                                            | ポーランド     |
| 総合作品賞      | 『罠』                           | ロバート・ワイズ             | リチャード・ゴールドストーン               | アメリカ合衆国 |
| 総合作品賞      | 『第三の男』                     | キャロル・リード             | キャロル・リード                           | イギリス       |
| 総合作品賞      | 『黄金』                         | ジョン・ヒューストン         | ヘンリー・ブランク                         | アメリカ合衆国 |
| 総合作品賞      | 『窓』                           | テッド・テズラフ             | フレデリック・ウルマン・Jr                 | アメリカ合衆国 |

### 1950年代
| 部門             | 映画                                                         | 監督                                                   | プロデューサー                                                    | 製作国                   |
| ---------------- | ------------------------------------------------------------ | ------------------------------------------------------ | ----------------------------------------------------------------- | ------------------------ |
| 1950年（第4回）  |                                                              |                                                        |                                                                   |                          |
| 総合作品賞       | 『イヴの総て』                                               | ジョーゼフ・L・マンキーウィッツ                        | ダリル・F・ザナック                                               | アメリカ合衆国           |
| 総合作品賞       | 『アスファルト・ジャングル』                                 | ジョン・ヒューストン                                   | アーサー・ホーンブロウ・Jr                                        | アメリカ合衆国           |
| 総合作品賞       | 『悪魔の美しさ』                                             | ルネ・クレール                                         | サルボ・ダンジェロ                                                | フランス                 |
| 総合作品賞       | Intruder in the Dust                                         | クラレンス・ブラウン                                   | クラレンス・ブラウン                                              | アメリカ合衆国           |
| 総合作品賞       | 『男たち』                                                   | フレッド・ジンネマン                                   | スタンリー・クレイマー                                            | アメリカ合衆国           |
| 総合作品賞       | 『踊る大紐育』                                               | スタンリー・ドーネン ジーン・ケリー                    | アーサー・フリード                                                | アメリカ合衆国           |
| 総合作品賞       | 『オルフェ』                                                 | ジャン・コクトー                                       | アンドレ・ポールヴェ                                              | フランス                 |
| 1951年（第5回）  |                                                              |                                                        |                                                                   |                          |
| 総合作品賞       | 『輪舞』                                                     | マックス・オフュルス                                   | ラルフ・バウム サッシャ・ゴルディーヌ                             | フランス                 |
| 総合作品賞       | 『巴里のアメリカ人』                                         | ヴィンセント・ミネリ                                   | アーサー・フリード                                                | アメリカ合衆国           |
| 総合作品賞       | The Browning Version                                         | アンソニー・アスクィス                                 | テディ・ベアード                                                  | イギリス                 |
| 総合作品賞       | 『探偵物語』                                                 | ウィリアム・ワイラー                                   | ウィリアム・ワイラー                                              | アメリカ合衆国           |
| 総合作品賞       | Sunday in August                                             | ルチアーノ・エンメル                                   | セルジオ・アミデイ                                                | イタリア                 |
| 総合作品賞       | Fourteen Hours                                               | ヘンリー・ハサウェイ                                   | ソル・C・シーゲル                                                 | アメリカ合衆国           |
| 総合作品賞       | 『令嬢ジュリー』                                             | アルフ・シェーベルイ                                   | ルネ・ワルデクランツ                                              | スウェーデン             |
| 総合作品賞       | 『ラベンダー・ヒル・モブ』                                   | チャールズ・クライトン                                 | マイケル・バルコン                                                | イギリス                 |
| 総合作品賞       | The Magic Box                                                | ジョン・ボールティング                                 | ロナルド・ニーム                                                  | イギリス                 |
| 総合作品賞       | The Magic Garden                                             |                                                        |                                                                   | イギリス                 |
| 総合作品賞       | 『白衣の男』                                                 | アレクサンダー・マッケンドリック                       | マイケル・バルコン                                                | イギリス                 |
| 総合作品賞       | No Resting Place                                             | ポール・ロータ                                         | コリン・レスリー                                                  | イギリス                 |
| 総合作品賞       | 『勇者の赤いバッヂ』                                         | ジョン・ヒューストン                                   | ゴットフリード・ラインハルト                                      | アメリカ合衆国           |
| 総合作品賞       | The Small Miracle                                            | モーリス・クローシュ ラルフ・スマート                  | アンソニー・ハヴロック＝アラン                                    | イギリス                 |
| 総合作品賞       | 『群狼の街』                                                 | サイ・エンドフィールド                                 | ロバート・スティルマン                                            | アメリカ合衆国           |
| 総合作品賞       | A Walk in the Sun                                            | ルイス・マイルストン                                   | ルイス・マイルストン                                              | アメリカ合衆国           |
| 総合作品賞       | White Corridors                                              | パット・ジャクソン                                     | ジョン・クロイドン ジョセフ・ジャンニ                             | イギリス                 |
| 総合作品賞       | 『エドワールとキャロリーヌ』                                 | ジャック・ベッケル                                     |                                                                   | フランス                 |
| 1952年（第6回）  |                                                              |                                                        |                                                                   |                          |
| 総合作品賞       | 『超音ジェット機』                                           | デヴィッド・リーン                                     | デヴィッド・リーン                                                | イギリス                 |
| 総合作品賞       | 『アフリカの女王』                                           | ジョン・ヒューストン                                   | サム・スピーゲル                                                  | アメリカ合衆国           |
| 総合作品賞       | Angels One Five                                              | ジョージ・モア・オフェラル                             | John W. Gossage デレク・N・ツイスト                               | イギリス                 |
| 総合作品賞       | The Boy Kumasenu                                             | Sean Graham                                            |                                                                   | 英領ゴールド・コースト   |
| 総合作品賞       | 『黄昏』                                                     | ウィリアム・ワイラー                                   | ウィリアム・ワイラー                                              | アメリカ合衆国           |
| 総合作品賞       | 『肉体の冠』                                                 | ジャック・ベッケル                                     | ロベール・アキム レイモン・アキム                                 | フランス                 |
| 総合作品賞       | 『泣け!愛する祖国よ』                                        | ゾルタン・コルダ                                       | ゾルタン・コルダ アラン・ペイトン                                 | イギリス                 |
| 総合作品賞       | 『セールスマンの死』                                         | ラズロ・ベネデク                                       | スタンリー・クレイマー                                            | アメリカ合衆国           |
| 総合作品賞       | 『ライムライト』                                             | チャールズ・チャップリン                               | チャールズ・チャップリン                                          | アメリカ合衆国           |
| 総合作品賞       | Mandy                                                        | アレクサンダー・マッケンドリック フレッド・F・シアーズ | マイケル・バルコン レスリー・ノーマン                             | イギリス                 |
| 総合作品賞       | 『ミラノの奇蹟』                                             | ヴィットリオ・デ・シーカ                               | ヴィットリオ・デ・シーカ                                          | イタリア                 |
| 総合作品賞       | 『忘れられた人々』                                           | ルイス・ブニュエル                                     | オスカル・ダンシヘルス Sergio Kogan Jaime A. Menasce              | メキシコ                 |
| 総合作品賞       | 『文化果つるところ』                                         | キャロル・リード                                       | キャロル・リード                                                  | イギリス                 |
| 総合作品賞       | 『羅生門』                                                   | 黒澤明                                                 | 箕浦甚吾                                                          | 日本                     |
| 総合作品賞       | 『河』                                                       | ジャン・ルノワール                                     | ケネス・マケルドウニー ジャン・ルノワール                         | イギリス                 |
| 総合作品賞       | 『雨に唄えば』                                               | スタンリー・ドーネン ジーン・ケリー                    | アーサー・フリード                                                | アメリカ合衆国           |
| 総合作品賞       | 『欲望という名の電車』                                       | エリア・カザン                                         | チャールズ・K・フェルドマン                                       | アメリカ合衆国           |
| 総合作品賞       | 『革命児サパタ』                                             | エリア・カザン                                         | ダリル・F・ザナック                                               | アメリカ合衆国           |
| 1953年（第7回）  |                                                              |                                                        |                                                                   |                          |
| 総合作品賞       | 『禁じられた遊び』                                           | ルネ・クレマン                                         | ロベール・ドルフマン                                              | フランス                 |
| 総合作品賞       | 『悪人と美女』                                               | ヴィンセント・ミネリ                                   | ジョン・ハウスマン                                                | アメリカ合衆国           |
| 総合作品賞       | 『愛しのシバよ帰れ』                                         | ダニエル・マン                                         | ハル・B・ウォリス                                                 | アメリカ合衆国           |
| 総合作品賞       | 『怒りの海』                                                 | チャールズ・フレンド                                   | レスリー・ノーマン                                                | イギリス                 |
| 総合作品賞       | 『2ペンスの希望』                                            | レナート・カステラーニ                                 | サンドロ・ゲンツィ                                                | イタリア                 |
| 総合作品賞       | 『地上より永遠に』                                           | フレッド・ジンネマン                                   | Milo Adler-Gillies                                                | アメリカ合衆国           |
| 総合作品賞       | 『おかしなおかしな自動車競争』                               | ヘンリー・コーネリアス                                 | ヘンリー・コーネリアス                                            | イギリス                 |
| 総合作品賞       | 『事件の核心』                                               | ジョージ・モア・オフェラル                             | イアン・ダルリンプル                                              | イギリス                 |
| 総合作品賞       | 『ジュリアス・シーザー』                                     | ジョーゼフ・L・マンキーウィッツ                        | ジョン・ハウスマン                                                | アメリカ合衆国           |
| 総合作品賞       | The Kidnappers                                               | フィリップ・リーコック                                 | セルゲイ・ノルバンドフ Leslie Parkyn                              | イギリス                 |
| 総合作品賞       | 『リリー』                                                   | チャールズ・ウォルタース                               | エドウィン・H・ノッフ                                             | アメリカ合衆国           |
| 総合作品賞       | The Medium                                                   | ジャン＝カルロ・メノッティ                             | Walther Lowendahl                                                 | イタリア                 |
| 総合作品賞       | 『モガンボ』                                                 | ジョン・フォード                                       | サム・ジンバリスト                                                | アメリカ合衆国           |
| 総合作品賞       | 『赤い風車』                                                 | ジョン・ヒューストン                                   | ジョン・ウルフ ジェームズ・ウルフ                                 | イギリス                 |
| 総合作品賞       | We Are All Murderers                                         | アンドレ・カイヤット                                   | François Carron                                                   | フランス                 |
| 総合作品賞       | 『陽気なドン・カミロ』                                       | ジュリアン・デュヴィヴィエ                             | ジュゼッペ・アマト                                                | フランス/ イタリア       |
| 総合作品賞       | 『ローマの休日』                                             | ウィリアム・ワイラー                                   | ウィリアム・ワイラー                                              | アメリカ合衆国           |
| 総合作品賞       | 『シェーン』                                                 | ジョージ・スティーヴンス                               | ジョージ・スティーヴンス                                          | アメリカ合衆国           |
| 総合作品賞       | 『太陽は光り輝く』                                           | ジョン・フォード                                       | メリアン・C・クーパー ジョン・フォード                            | アメリカ合衆国           |
| 1954年（第8回）  |                                                              |                                                        |                                                                   |                          |
| 総合作品賞       | 『恐怖の報酬』                                               | アンリ＝ジョルジュ・クルーゾー                         | レイモンド・ボルデリー                                            | フランス                 |
| 総合作品賞       | 『ケイン号の叛乱』                                           | エドワード・ドミトリク                                 | スタンリー・クレイマー                                            | アメリカ合衆国           |
| 総合作品賞       | Carrington V.C.                                              | アンソニー・アスクィス                                 | テディ・ベアード                                                  | イギリス                 |
| 総合作品賞       | The Divided Heart                                            | チャールズ・クライトン                                 | マイケル・トルーマン                                              | イギリス                 |
| 総合作品賞       | Doctor in the House                                          | ラルフ・トーマス                                       | ベティ・E・ボックス                                               | イギリス                 |
| 総合作品賞       | 『重役室』                                                   | ロバート・ワイズ                                       | ジョン・ハウスマン                                                | アメリカ合衆国           |
| 総合作品賞       | 『ダーク・ボガードの 求婚物語/エンゲージリング・ストーリー』 | J・リー・トンプソン                                    | ケネス・ハーパー                                                  | イギリス                 |
| 総合作品賞       | 『ホブスンの婿選び』                                         | デヴィッド・リーン                                     | デヴィッド・リーン                                                | イギリス                 |
| 総合作品賞       | 『百万長者と結婚する方法』                                   | ジーン・ネグレスコ                                     | ナナリー・ジョンソン                                              | アメリカ合衆国           |
| 総合作品賞       | 『地獄門』                                                   | 衣笠貞之助                                             | 永田雅一                                                          | 日本                     |
| 総合作品賞       | The Maggie                                                   | アレクサンダー・マッケンドリック                       | マイケル・トルーマン                                              | イギリス                 |
| 総合作品賞       | 『月蒼くして』                                               | オットー・プレミンジャー                               | オットー・プレミンジャー                                          | アメリカ合衆国           |
| 総合作品賞       | 『波止場』                                                   | エリア・カザン                                         | サム・スピーゲル                                                  | アメリカ合衆国           |
| 総合作品賞       | 『パンと恋と夢』                                             | ルイジ・コメンチーニ                                   | マルチェロ・ジロージ                                              | イタリア                 |
| 総合作品賞       | 『紫の平原』                                                 | ロバート・パリッシュ                                   | ジョン・ブライアン                                                | イギリス                 |
| 総合作品賞       | 『裏窓』                                                     | アルフレッド・ヒッチコック                             | アルフレッド・ヒッチコック                                        | アメリカ合衆国           |
| 総合作品賞       | 『第十一号監房の暴動』                                       | ドン・シーゲル                                         | ウォルター・ウェンジャー                                          | アメリカ合衆国           |
| 総合作品賞       | 『ロビンソン漂流記』                                         | ルイス・ブニュエル                                     | オスカル・ダンシヘルス ヘンリー・F・エーリッヒ                    | メキシコ                 |
| 総合作品賞       | 『ロミオとジュリエット』                                     | レナート・カステラーニ                                 | サンドロ・ゲンツィ ジョゼフ・ジャンニ                             | イギリス                 |
| 総合作品賞       | 『掠奪された七人の花嫁』                                     | スタンリー・ドーネン                                   | ジャック・カミングス                                              | アメリカ合衆国           |
| 1955年（第9回）  |                                                              |                                                        |                                                                   |                          |
| 総合作品賞       | 『リチャード三世』                                           | ローレンス・オリヴィエ                                 | ローレンス・オリヴィエ                                            | イギリス                 |
| 総合作品賞       | 『日本人の勲章』                                             | ジョン・スタージェス                                   | ドア・シャリー                                                    | アメリカ合衆国           |
| 総合作品賞       | 『カルメン』                                                 | オットー・プレミンジャー                               | オットー・プレミンジャー                                          | アメリカ合衆国           |
| 総合作品賞       | 『コルディッツ物語』                                         | ガイ・ハミルトン                                       | アイヴァン・フォックスウェル                                      | イギリス                 |
| 総合作品賞       | 『暁の出撃』                                                 | マイケル・アンダーソン                                 |                                                                   | イギリス                 |
| 総合作品賞       | 『エデンの東』                                               | エリア・カザン                                         | エリア・カザン                                                    | アメリカ合衆国           |
| 総合作品賞       | 『マダムと泥棒』                                             | アレクサンダー・マッケンドリック                       | セス・ホルト マイケル・バルコン                                   | イギリス                 |
| 総合作品賞       | 『マーティ』                                                 | デルバート・マン                                       | ハロルド・ヘクト                                                  | アメリカ合衆国           |
| 総合作品賞       | The Night My Number Came Up                                  | レス・ノーマン                                         | マイケル・バルコン                                                | イギリス                 |
| 総合作品賞       | The Prisoner                                                 | ピーター・グレンヴィル                                 | ヴィヴィアン・コックス                                            | イギリス                 |
| 総合作品賞       | 『七人の侍』                                                 | 黒澤明                                                 | 本木莊二郎                                                        | 日本                     |
| 総合作品賞       | 『暗黒大陸/マウマウ族の反乱』                                | ブライアン・デズモンド・ハースト                       | ピーター・デ・サリニー                                            | イギリス                 |
| 総合作品賞       | 『道』                                                       | フェデリコ・フェリーニ                                 | ディノ・デ・ラウレンティス カルロ・ポンティ                       | イタリア                 |
| 総合作品賞       | 『旅情』                                                     | デヴィッド・リーン                                     | イリヤ・ロパート                                                  | イタリア/ アメリカ合衆国 |
| 1956年（第10回） |                                                              |                                                        |                                                                   |                          |
| 総合作品賞       | 『居酒屋』                                                   | ルネ・クレマン                                         | アニー・ドルフマン                                                | フランス                 |
| 総合作品賞       | Friends for Life                                             | フランコ・ロッシ                                       | カルロ・チヴァッレロ                                              | イタリア                 |
| 総合作品賞       | 『ベビイ・ドール』                                           | エリア・カザン                                         | エリア・カザン テネシー・ウィリアムズ                             | アメリカ合衆国           |
| 総合作品賞       | 『戦艦シュペー号の最後』                                     | マイケル・パウエル エメリック・プレスバーガー          | マイケル・パウエル エメリック・プレスバーガー                     | イギリス                 |
| 総合作品賞       | The Unfrocked One                                            | レオ・ジョアノン                                       | アラン・ポワレ Roger Ribadeau-Dumas                               | フランス                 |
| 総合作品賞       | 『野郎どもと女たち』                                         | ジョーゼフ・L・マンキーウィッツ                        | サミュエル・ゴールドウィン                                        | アメリカ合衆国           |
| 総合作品賞       | 『現金に体を張れ』                                           | スタンリー・キューブリック                             | ジェームズ・B・ハリス                                             | アメリカ合衆国           |
| 総合作品賞       | The Man Who Never Was                                        | ロナルド・ニーム                                       | アンドレ・ハキム                                                  | イギリス                 |
| 総合作品賞       | 『黄金の腕』                                                 | オットー・プレミンジャー                               | オットー・プレミンジャー                                          | アメリカ合衆国           |
| 総合作品賞       | 『ピクニック』                                               | ジョシュア・ローガン                                   | フレッド・コールマー                                              | アメリカ合衆国           |
| 総合作品賞       | The Cricket                                                  | サムソン・サムソーノフ                                 |                                                                   | ソビエト連邦             |
| 総合作品賞       | 『殴り込み戦闘機隊』                                         | ルイス・ギルバート                                     | ダニエル・M・エンジェル                                           | イギリス                 |
| 総合作品賞       | 『理由なき反抗』                                             | ニコラス・レイ                                         | デヴィッド・ワイスバート                                          | アメリカ合衆国           |
| 総合作品賞       | The Shadow                                                   |                                                        |                                                                   | ポーランド               |
| 総合作品賞       | 『夏の夜は三たび微笑む』                                     | イングマール・ベルイマン                               | アラン・エーケルンド                                              | スウェーデン             |
| 総合作品賞       | 『マレー死の行進/アリスのような町』                          | ジャック・リー                                         | ジョゼフ・ジャンニ                                                | イギリス                 |
| 総合作品賞       | 『ハリーの災難』                                             | アルフレッド・ヒッチコック                             | アルフレッド・ヒッチコック                                        | アメリカ合衆国           |
| 総合作品賞       | 『戦争と平和』                                               | キング・ヴィダー                                       | ディノ・デ・ラウレンティス                                        | イタリア/ アメリカ合衆国 |
| 総合作品賞       | Yield to the Night                                           | J・リー・トンプソン                                    | ケネス・ハーパー                                                  | イギリス                 |
| 1957年（第11回） |                                                              |                                                        |                                                                   |                          |
| 総合作品賞       | 『戦場にかける橋』                                           | デヴィッド・リーン                                     | サム・スピーゲル                                                  | イギリス                 |
| 総合作品賞       | 『十二人の怒れる男』                                         | シドニー・ルメット                                     | ヘンリー・フォンダ レジナルド・ローズ                             | アメリカ合衆国           |
| 総合作品賞       | 『決断の3時10分』                                            | デルマー・デイヴィス                                   | デヴィッド・ヘイルウェイル                                        | アメリカ合衆国           |
| 総合作品賞       | 『独身者のパーティ』                                         | デルバート・マン                                       | ハロルド・ヘクト                                                  | アメリカ合衆国           |
| 総合作品賞       | 『宿命』                                                     | ジュールズ・ダッシン                                   | アンドレ・ハキム                                                  | イタリア/ フランス       |
| 総合作品賞       | 『暴力波止場』                                               | マーティン・リット                                     | デヴィッド・サスキンド                                            | アメリカ合衆国           |
| 総合作品賞       | 『白い砂』                                                   | ジョン・ヒューストン                                   | バディ・アドラー ユージン・フレンキー                             | アメリカ合衆国           |
| 総合作品賞       | 『大地のうた』                                               | サタジット・レイ                                       | 西ベンガル州政府                                                  | インド                   |
| 総合作品賞       | 『突撃』                                                     | スタンリー・キューブリック                             | カーク・ダグラス ジェームズ・B・ハリス スタンリー・キューブリック | アメリカ合衆国           |
| 総合作品賞       | 『リラの門』                                                 | ルネ・クレール                                         | ルネ・クレール                                                    | フランス/ イタリア       |
| 総合作品賞       | 『王子と踊子』                                               | ローレンス・オリヴィエ                                 | ローレンス・オリヴィエ                                            | イギリス                 |
| 総合作品賞       | The Shiralee                                                 | レス・ノーマン                                         | マイケル・バルコン ジャック・リックス                             | イギリス                 |
| 総合作品賞       | 『その夜の出来事』                                           | ジョン・ニューランド                                   | ハイラム・S・ブラウン                                             | アメリカ合衆国           |
| 総合作品賞       | 『胸に輝く星』                                               | アンソニー・マン                                       | ウィリアム・パールバーグ ジョージ・シートン                       | アメリカ合衆国           |
| 総合作品賞       | 『抵抗 -死刑囚の手記より-』                                  | ロベール・ブレッソン                                   | アラン・ポワレ ジャン・スイリエール                               | フランス                 |
| 総合作品賞       | 『反抗の渦』                                                 | ロナルド・ニーム                                       | ジョン・ブライアン                                                | イギリス                 |
| 1958年（第12回） |                                                              |                                                        |                                                                   |                          |
| 総合作品賞       | 『年上の女』                                                 | ジャック・クレイトン                                   | ジョン・ウルフ ジェームズ・ウルフ                                 | イギリス                 |
| 総合作品賞       | 『大河のうた』                                               | サタジット・レイ                                       | サタジット・レイ                                                  | インド                   |
| 総合作品賞       | 『熱いトタン屋根の猫』                                       | リチャード・ブルックス                                 | ローレンス・ウェインガーテン                                      | アメリカ合衆国           |
| 総合作品賞       | 『手錠のまゝの脱獄』                                         | スタンリー・クレイマー                                 | スタンリー・クレイマー                                            | アメリカ合衆国           |
| 総合作品賞       | 『恐怖の砂』                                                 | J・リー・トンプソン                                    | W・A・ウィテカー                                                  | イギリス                 |
| 総合作品賞       | 『無分別』                                                   | スタンリー・ドーネン                                   | スタンリー・ドーネン                                              | イギリス                 |
| 総合作品賞       | 『戦争と貞操』                                               | ミハイル・カラトーゾフ                                 | ミハイル・カラトーゾフ                                            | ソビエト連邦             |
| 総合作品賞       | No Down Payment                                              | マーティン・リット                                     | ジェリー・ウォルド                                                | アメリカ合衆国           |
| 総合作品賞       | 『カビリアの夜』                                             | フェデリコ・フェリーニ                                 | ディノ・デ・ラウレンティス                                        | イタリア                 |
| 総合作品賞       | 『私に殺された男』                                           | アンソニー・アスクィス                                 | アンソニー・ハヴロック＝アラン                                    | イギリス                 |
| 総合作品賞       | 『熱砂の海』                                                 | ガイ・グリーン                                         | ロバート・S・ベイカー モンティ・バーマン                          | イギリス                 |
| 総合作品賞       | 『縄張り』                                                   | ジョージ・マーシャル                                   | エドマンド・グレンジャー                                          | アメリカ合衆国           |
| 総合作品賞       | 『野いちご』                                                 | イングマール・ベルイマン                               | アラン・エーケルンド                                              | スウェーデン             |
| 総合作品賞       | 『若き獅子たち』                                             | エドワード・ドミトリク                                 | アル・リクトマン                                                  | アメリカ合衆国           |
| 1959年（第13回） |                                                              |                                                        |                                                                   |                          |
| 総合作品賞       | 『ベン・ハー』                                               | ウィリアム・ワイラー                                   | サム・ジンバリスト                                                | アメリカ合衆国           |
| 総合作品賞       | 『或る殺人』                                                 | オットー・プレミンジャー                               | オットー・プレミンジャー                                          | アメリカ合衆国           |
| 総合作品賞       | 『魔術師』                                                   | イングマール・ベルイマン                               |                                                                   | スウェーデン             |
| 総合作品賞       | 『大いなる西部』                                             | ウィリアム・ワイラー                                   | グレゴリー・ペック ウィリアム・ワイラー                           | アメリカ合衆国           |
| 総合作品賞       | 『強迫/ロープ殺人事件』                                      | リチャード・フライシャー                               | リチャード・D・ザナック                                           | アメリカ合衆国           |
| 総合作品賞       | 『恋の手ほどき』                                             | ヴィンセント・ミネリ                                   | アーサー・フリード                                                | アメリカ合衆国           |
| 総合作品賞       | Look Back in Anger                                           | トニー・リチャードソン                                 | ハリー・サルツマン                                                | イギリス                 |
| 総合作品賞       | 『殺人鬼に罠をかけろ』                                       | ジャン・ドラノワ                                       | J・P・ギベール                                                    | フランス                 |
| 総合作品賞       | 『北西戦線』                                                 | J・リー・トンプソン                                    | マルセル・ヘルマン                                                | イギリス                 |
| 総合作品賞       | 『尼僧物語』                                                 | フレッド・ジンネマン                                   | ヘンリー・ブランク                                                | アメリカ合衆国           |
| 総合作品賞       | 『灰とダイヤモンド』                                         | アンジェイ・ワイダ                                     |                                                                   | ポーランド               |
| 総合作品賞       | 『サファイア』                                               | ベイジル・ディアデン                                   | マイケル・レルフ                                                  | イギリス                 |
| 総合作品賞       | 『お熱いのがお好き』                                         | ビリー・ワイルダー                                     | ビリー・ワイルダー                                                | アメリカ合衆国           |
| 総合作品賞       | 『追いつめられて…』                                          | J・リー・トンプソン                                    | ジョン・ホークスワース レスリー・パーキン ジュリアン・ウィントル  | イギリス                 |
| 総合作品賞       | 『昨日の敵』                                                 | ヴァル・ゲスト                                         | マイケル・カレラス                                                | イギリス                 |

### 1960年代
| 部門             | 映画                                                                                  | 監督                                  | プロデューサー                                                                           | 製作国                                       |
| ---------------- | ------------------------------------------------------------------------------------- | ------------------------------------- | ---------------------------------------------------------------------------------------- | -------------------------------------------- |
| 1960年（第14回） |                                                                                       |                                       |                                                                                          |                                              |
| 総合作品賞       | 『アパートの鍵貸します』                                                              | ビリー・ワイルダー                    | ビリー・ワイルダー                                                                       | アメリカ合衆国                               |
| 総合作品賞       | The Angry Silence                                                                     | ガイ・グリーン                        | リチャード・アッテンボロー ブライアン・フォーブス                                        | イギリス                                     |
| 総合作品賞       | 『情事』                                                                              | ミケランジェロ・アントニオーニ        | Cino Del Duca レイモン・アキム ロベール・アキム Amato Pennasilico ルチアーノ・ペルージャ | イタリア/ フランス                           |
| 総合作品賞       | 『甘い生活』                                                                          | フェデリコ・フェリーニ                | ジュゼッペ・アマト アンジェロ・リッツォーリ                                              | イタリア/ フランス                           |
| 総合作品賞       | 『エルマー・ガントリー/魅せられた男』                                                 | リチャード・ブルックス                | バーナード・スミス                                                                       | アメリカ合衆国                               |
| 総合作品賞       | 『二十四時間の情事』                                                                  | アラン・レネ                          | アナトール・ドーマン サミー・アルフォン                                                  | フランス/ 日本                               |
| 総合作品賞       | 『風の遺産』                                                                          | スタンリー・クレイマー                | スタンリー・クレイマー                                                                   | アメリカ合衆国                               |
| 総合作品賞       | 『恋をしましょう』                                                                    | ジョージ・キューカー                  | ジェリー・ウォルド                                                                       | アメリカ合衆国                               |
| 総合作品賞       | 『黒いオルフェ』                                                                      | マルセル・カミュ                      | サシャ・ゴルダン                                                                         | フランス/ イタリア/ ブラジル                 |
| 総合作品賞       | 『日曜はダメよ』                                                                      | ジュールズ・ダッシン                  |                                                                                          | ギリシャ                                     |
| 総合作品賞       | 『大人は判ってくれない』                                                              | フランソワ・トリュフォー              |                                                                                          | フランス                                     |
| 総合作品賞       | 『土曜の夜と日曜の朝』                                                                | カレル・ライス                        | トニー・リチャードソン                                                                   | イギリス                                     |
| 総合作品賞       | 『アメリカの影』                                                                      | ジョン・カサヴェテス                  | モーリス・マッケンドリー                                                                 | アメリカ合衆国                               |
| 総合作品賞       | 『スパルタカス』                                                                      | スタンリー・キューブリック            | エドワード・ルイス                                                                       | アメリカ合衆国                               |
| 総合作品賞       | 『オルフェの遺言 -私に何故と問い給うな-』                                             | ジャン・コクトー                      | ジャン・スイリエール                                                                     | フランス                                     |
| 総合作品賞       | The Trials of Oscar Wilde                                                             | ケン・ヒューズ                        | アーヴィング・アレン アルバート・R・ブロッコリ ハロルド・ハス                            | イギリス                                     |
| 総合作品賞       | Tunes of Glory                                                                        | ロナルド・ニーム                      | コリン・レスリー                                                                         | イギリス                                     |
| 1961年（第15回） |                                                                                       |                                       |                                                                                          |                                              |
| 総合作品賞       | 『誓いの休暇』                                                                        | グリゴーリ・チュフライ                | M・チャルノヴァ                                                                          | ソビエト連邦                                 |
| 総合作品賞       | 『ハスラー』                                                                          | ロバート・ロッセン                    | ロバート・ロッセン                                                                       | アメリカ合衆国                               |
| 総合作品賞       | 『大樹のうた』                                                                        | サタジット・レイ                      | サタジット・レイ                                                                         | インド                                       |
| 総合作品賞       | 『回転』                                                                              | ジャック・クレイトン                  | ジャック・クレイトン                                                                     | イギリス                                     |
| 総合作品賞       | 『ニュールンベルグ裁判』                                                              | スタンリー・クレイマー                | スタンリー・クレイマー                                                                   | アメリカ合衆国                               |
| 総合作品賞       | 『戦場の七人』                                                                        | レスリー・ノーマン                    | マイケル・バルコン                                                                       | イギリス                                     |
| 総合作品賞       | 『若者のすべて』                                                                      | ルキノ・ヴィスコンティ                | ゴッフレード・ロンバルド                                                                 | イタリア                                     |
| 総合作品賞       | 『サンダウナーズ』                                                                    | フレッド・ジンネマン                  | ジェリー・ブラットナー                                                                   | イギリス                                     |
| 総合作品賞       | 『蜜の味』                                                                            | トニー・リチャードソン                | トニー・リチャードソン                                                                   | イギリス                                     |
| 総合作品賞       | 『穴』                                                                                | ジャック・ベッケル                    | セルジュ・シルベルマン                                                                   | フランス                                     |
| 総合作品賞       | 『汚れなき瞳』                                                                        | ブライアン・フォーブス                | リチャード・アッテンボロー                                                               | イギリス                                     |
| 1962年（第16回） |                                                                                       |                                       |                                                                                          |                                              |
| 総合作品賞       | 『アラビアのロレンス』                                                                | デヴィッド・リーン                    | サム・スピーゲル                                                                         | イギリス                                     |
| 総合作品賞       | 『去年マリエンバートで』                                                              | アラン・レネ                          | ピエール・クーロー レイモン・フロマン                                                    | フランス/ イタリア                           |
| 総合作品賞       | 『奴隷戦艦』                                                                          | ピーター・ユスティノフ                | ピーター・ユスティノフ                                                                   | イギリス                                     |
| 総合作品賞       | 『捕えられた伍長』                                                                    | ジャン・ルノワール                    | アドリー・ドゥ・カルビュッシア ローランド・ジラード                                      | フランス                                     |
| 総合作品賞       | 『小犬をつれた貴婦人』                                                                | イオシフ・ヘイフィッツ                |                                                                                          | ソビエト連邦                                 |
| 総合作品賞       | 『裸の島』                                                                            | 新藤兼人                              |                                                                                          | 日本                                         |
| 総合作品賞       | 『突然炎のごとく』                                                                    | フランソワ・トリュフォー              |                                                                                          | フランス                                     |
| 総合作品賞       | 『或る種の愛情』                                                                      | ジョン・シュレシンジャー              | ジョゼフ・ジャンニ                                                                       | イギリス                                     |
| 総合作品賞       | The L-Shaped Room                                                                     | ブライアン・フォーブス                | リチャード・アッテンボロー ジェームズ・ウルフ                                            | イギリス                                     |
| 総合作品賞       | 『ローラ』                                                                            | ジャック・ドゥミ                      | ジョルジュ・ド・ボールガール カルロ・ポンティ                                            | フランス/ イタリア                           |
| 総合作品賞       | 『影なき狙撃者』                                                                      | ジョン・フランケンハイマー            | ジョージ・アクセルロッド ジョン・フランケンハイマー                                      | アメリカ合衆国                               |
| 総合作品賞       | 『奇跡の人』                                                                          | アーサー・ペン                        | フレッド・コー                                                                           | アメリカ合衆国                               |
| 総合作品賞       | Only Two Can Play                                                                     | シドニー・ギリアット                  | レスリー・ギリアット                                                                     | イギリス                                     |
| 総合作品賞       | 『死んでもいい』                                                                      | ジュールズ・ダッシン                  | ジュールズ・ダッシン                                                                     | ギリシャ                                     |
| 総合作品賞       | 『鏡の中にある如く』                                                                  | イングマール・ベルイマン              | アラン・エーケルンド                                                                     | スウェーデン                                 |
| 総合作品賞       | Thou Shalt Not Kill                                                                   | クロード・オータン＝ララ              | モリス・エルガス                                                                         | イタリア/ ユーゴスラビア/ リヒテンシュタイン |
| 総合作品賞       | 『かくも長き不在』                                                                    | アンリ・コルピ                        |                                                                                          | フランス/ イタリア                           |
| 総合作品賞       | 『ウエスト・サイド物語』                                                              | ジェローム・ロビンズ ロバート・ワイズ | ロバート・ワイズ                                                                         | アメリカ合衆国                               |
| 1963年（第17回） |                                                                                       |                                       |                                                                                          |                                              |
| 総合作品賞       | 『トム・ジョーンズの華麗な冒険』                                                      | トニー・リチャードソン                | トニー・リチャードソン                                                                   | イギリス                                     |
| 総合作品賞       | 『8 1/2』                                                                             | フェデリコ・フェリーニ                | アンジェロ・リッツォーリ                                                                 | イタリア                                     |
| 総合作品賞       | Billy Liar                                                                            | ジョン・シュレシンジャー              | ジョゼフ・ジャンニ                                                                       | イギリス                                     |
| 総合作品賞       | 『リサの瞳のなかに』                                                                  | フランク・ペリー                      | ポール・M・ヘラー                                                                        | アメリカ合衆国                               |
| 総合作品賞       | 『酒とバラの日々』                                                                    | ブレイク・エドワーズ                  | マーティン・マヌリス                                                                     | アメリカ合衆国                               |
| 総合作品賞       | 『イタリア式離婚狂想曲』                                                              | ピエトロ・ジェルミ                    | フランコ・クリスタルディ                                                                 | イタリア                                     |
| 総合作品賞       | 『ハッド』                                                                            | マーティン・リット                    | アーヴィング・ラヴェッチ マーティン・リット                                              | アメリカ合衆国                               |
| 総合作品賞       | 『水の中のナイフ』                                                                    | ロマン・ポランスキー                  | Stanislaw Zylewicz                                                                       | ポーランド                                   |
| 総合作品賞       | 『祖国は誰のものぞ』                                                                  | ナンニ・ロイ                          | ゴッフレード・ロンバルド                                                                 | イタリア                                     |
| 総合作品賞       | 『召使』                                                                              | ジョゼフ・ロージー                    | ジョゼフ・ロージー ノーマン・プリゲン                                                    | イギリス                                     |
| 総合作品賞       | 『孤独の報酬』                                                                        | リンゼイ・アンダーソン                | カレル・ライス                                                                           | イギリス                                     |
| 総合作品賞       | 『アラバマ物語』                                                                      | ロバート・マリガン                    | アラン・J・パクラ                                                                        | アメリカ合衆国                               |
| 1964年（第18回） |                                                                                       |                                       |                                                                                          |                                              |
| 総合作品賞       | 『博士の異常な愛情 または私は如何にして心配するのを止めて水爆を愛するようになったか』 | スタンリー・キューブリック            | スタンリー・キューブリック                                                               | イギリス                                     |
| 総合作品賞       | 『ベケット』                                                                          | ピーター・グレンヴィル                | ハル・B・ウォリス                                                                        | イギリス                                     |
| 総合作品賞       | 『女が愛情に渇くとき』                                                                | ジャック・クレイトン                  | ジェームズ・ウルフ                                                                       | イギリス                                     |
| 総合作品賞       | 『大列車作戦』                                                                        | ジョン・フランケンハイマー            | ジュールス・ブリッケン                                                                   | イギリス                                     |
| 1965年（第19回） |                                                                                       |                                       |                                                                                          |                                              |
| 総合作品賞       | 『マイ・フェア・レディ』                                                              | ジョージ・キューカー                  | ジャック・L・ワーナー                                                                    | アメリカ合衆国                               |
| 総合作品賞       | 『その男ゾルバ』                                                                      | マイケル・カコヤニス                  | マイケル・カコヤニス                                                                     | ギリシャ/ アメリカ合衆国                     |
| 総合作品賞       | 『ハムレット』                                                                        | グリゴーリ・コージンツェフ            |                                                                                          | ソビエト連邦                                 |
| 総合作品賞       | 『丘』                                                                                | シドニー・ルメット                    | ケネス・ハイマン                                                                         | イギリス                                     |
| 総合作品賞       | 『ナック』                                                                            | リチャード・レスター                  | オスカー・レヴェンスティン                                                               | イギリス                                     |
| 1966年（第20回） |                                                                                       |                                       |                                                                                          |                                              |
| 総合作品賞       | 『バージニア・ウルフなんかこわくない』                                                | マイク・ニコルズ                      | アーネスト・レーマン                                                                     | アメリカ合衆国                               |
| 総合作品賞       | 『ドクトル・ジバゴ』                                                                  | デヴィッド・リーン                    | デヴィッド・リーン カルロ・ポンティ                                                      | アメリカ合衆国                               |
| 総合作品賞       | 『モーガン』                                                                          | カレル・ライス                        | レオン・クローレ                                                                         | イギリス                                     |
| 総合作品賞       | 『寒い国から帰ったスパイ』                                                            | マーティン・リット                    | マーティン・リット                                                                       | イギリス                                     |
| 1967年（第21回） |                                                                                       |                                       |                                                                                          |                                              |
| 総合作品賞       | 『わが命つきるとも』                                                                  | フレッド・ジンネマン                  | フレッド・ジンネマン                                                                     | イギリス                                     |
| 総合作品賞       | 『俺たちに明日はない』                                                                | アーサー・ペン                        | ウォーレン・ベイティ                                                                     | アメリカ合衆国                               |
| 総合作品賞       | 『夜の大捜査線』                                                                      | ノーマン・ジュイソン                  | ウォルター・ミリッシュ                                                                   | アメリカ合衆国                               |
| 総合作品賞       | 『男と女』                                                                            | クロード・ルルーシュ                  |                                                                                          | フランス                                     |
| 1968年（第22回） |                                                                                       |                                       |                                                                                          |                                              |
| 作品賞           | 『卒業』                                                                              | マイク・ニコルズ                      | マイク・ニコルズ                                                                         | アメリカ合衆国                               |
| 作品賞           | 『2001年宇宙の旅』                                                                    | スタンリー・キューブリック            | スタンリー・キューブリック                                                               | イギリス/ アメリカ合衆国                     |
| 作品賞           | 『オリバー!』                                                                         | キャロル・リード                      | ジェームズ・ウルフ                                                                       | イギリス                                     |
| 作品賞           | 『厳重に監視された列車』                                                              | イジー・メンツェル                    | Zdenek Oves                                                                              | チェコスロバキア                             |
| 1969年（第23回） |                                                                                       |                                       |                                                                                          |                                              |
| 作品賞           | 『真夜中のカーボーイ』                                                                | ジョン・シュレシンジャー              | ジェローム・ヘルマン                                                                     | アメリカ合衆国                               |
| 作品賞           | 『素晴らしき戦争』                                                                    | リチャード・アッテンボロー            | リチャード・アッテンボロー ブライアン・ダフィー                                          | イギリス                                     |
| 作品賞           | 『恋する女たち』                                                                      | ケン・ラッセル                        | ラリー・クレイマー                                                                       | イギリス                                     |
| 作品賞           | 『Z』                                                                                 | コスタ＝ガヴラス                      |                                                                                          | フランス                                     |

### 1970年代
| 部門             | 映画                             | 監督                           | プロデューサー                                                                  | 製作国                       |
| ---------------- | -------------------------------- | ------------------------------ | ------------------------------------------------------------------------------- | ---------------------------- |
| 1970年（第24回） |                                  |                                |                                                                                 |                              |
| 作品賞           | 『明日に向って撃て!』            | ジョージ・ロイ・ヒル           | ジョン・フォアマン                                                              | アメリカ合衆国               |
| 作品賞           | 『ケス』                         | ケン・ローチ                   | トニー・ガーネット                                                              | イギリス                     |
| 作品賞           | 『M★A★S★H マッシュ』             | ロバート・アルトマン           | インゴー・プレミンジャー                                                        | アメリカ合衆国               |
| 作品賞           | 『ライアンの娘』                 | デヴィッド・リーン             | アンソニー・ハヴロック＝アラン                                                  | イギリス                     |
| 1971年（第25回） |                                  |                                |                                                                                 |                              |
| 作品賞           | 『日曜日は別れの時』             | ジョン・シュレシンジャー       | ジョゼフ・ジャンニ                                                              | イギリス                     |
| 作品賞           | 『恋』                           | ジョゼフ・ロージー             | ジョン・ヘイマン デニス・ジョンソン ノーマン・プリゲン                          | イギリス                     |
| 作品賞           | 『ベニスに死す』                 | ルキノ・ヴィスコンティ         | ルキノ・ヴィスコンティ                                                          | イタリア/ フランス           |
| 作品賞           | 『パパ/ずれてるゥ!』             | ミロス・フォアマン             | アルフレッド・W・クラウン                                                       | アメリカ合衆国               |
| 1972年（第26回） |                                  |                                |                                                                                 |                              |
| 作品賞           | 『キャバレー』                   | ボブ・フォッシー               | サイ・フューアー                                                                | アメリカ合衆国               |
| 作品賞           | 『時計じかけのオレンジ』         | スタンリー・キューブリック     | スタンリー・キューブリック                                                      | イギリス                     |
| 作品賞           | 『フレンチ・コネクション』       | ウィリアム・フリードキン       | フィリップ・ダントニ                                                            | アメリカ合衆国               |
| 作品賞           | 『ラスト・ショー』               | ピーター・ボグダノヴィッチ     | スティーヴン・J・フリードマン                                                   | アメリカ合衆国               |
| 1973年（第27回） |                                  |                                |                                                                                 |                              |
| 作品賞           | 『アメリカの夜』                 | フランソワ・トリュフォー       | マルセル・ベルベール                                                            | フランス/ イタリア           |
| 作品賞           | 『ブルジョワジーの秘かな愉しみ』 | ルイス・ブニュエル             | セルジュ・シルベルマン                                                          | フランス/ イタリア/ スペイン |
| 作品賞           | 『ジャッカルの日』               | フレッド・ジンネマン           | ジョン・ウルフ                                                                  | イギリス/ フランス           |
| 作品賞           | 『赤い影』                       | ニコラス・ローグ               | ピーター・カーツ                                                                | イタリア/ イギリス           |
| 1974年（第28回） |                                  |                                |                                                                                 |                              |
| 作品賞           | 『ルシアンの青春』               | ルイ・マル                     | ルイ・マル クロード・ネジャール                                                 | フランス/ 西ドイツ/ イタリア |
| 作品賞           | 『チャイナタウン』               | ロマン・ポランスキー           | ロバート・エヴァンス                                                            | アメリカ合衆国               |
| 作品賞           | 『さらば冬のかもめ』             | ハル・アシュビー               | ジェラルド・エアーズ                                                            | アメリカ合衆国               |
| 作品賞           | 『オリエント急行殺人事件』       | シドニー・ルメット             | ジョン・ブラボーン リチャード・B・グッドウィン                                  | イギリス                     |
| 1975年（第29回） |                                  |                                |                                                                                 |                              |
| 作品賞           | 『アリスの恋』                   | マーティン・スコセッシ         | デヴィッド・サスキンド オードリー・マース                                       | アメリカ合衆国               |
| 作品賞           | 『バリー・リンドン』             | スタンリー・キューブリック     | スタンリー・キューブリック                                                      | イギリス                     |
| 作品賞           | 『狼たちの午後』                 | シドニー・ルメット             | マーティン・ブレグマン マーティン・エルファンド                                 | アメリカ合衆国               |
| 作品賞           | 『ジョーズ』                     | スティーヴン・スピルバーグ     | デイヴィッド・ブラウン リチャード・D・ザナック                                  | アメリカ合衆国               |
| 1976年（第30回） |                                  |                                |                                                                                 |                              |
| 作品賞           | 『カッコーの巣の上で』           | ミロス・フォアマン             | マイケル・ダグラス ソウル・ゼインツ                                             | アメリカ合衆国               |
| 作品賞           | 『大統領の陰謀』                 | アラン・J・パクラ              | ウォルター・コブレンツ                                                          | アメリカ合衆国               |
| 作品賞           | 『ダウンタウン物語』             | アラン・パーカー               | アラン・マーシャル                                                              | イギリス                     |
| 作品賞           | 『タクシードライバー』           | マーティン・スコセッシ         | ジュリア・フィリップス マイケル・フィリップス                                   | アメリカ合衆国               |
| 1977年（第31回） |                                  |                                |                                                                                 |                              |
| 作品賞           | 『アニー・ホール』               | ウディ・アレン                 | チャールズ・H・ジョフィ ジャック・ロリンズ                                      | アメリカ合衆国               |
| 作品賞           | 『遠すぎた橋』                   | リチャード・アッテンボロー     | ジョーゼフ・E・レヴィーン リチャード・P・レヴィン                               | アメリカ合衆国/ イギリス     |
| 作品賞           | 『ネットワーク』                 | シドニー・ルメット             | ハワード・ゴットフリード                                                        | アメリカ合衆国               |
| 作品賞           | 『ロッキー』                     | ジョン・G・アヴィルドセン      | ロバート・チャートフ アーウィン・ウィンクラー                                   | アメリカ合衆国               |
| 1978年（第32回） |                                  |                                |                                                                                 |                              |
| 作品賞           | 『ジュリア』                     | フレッド・ジンネマン           | リチャード・ロス                                                                | アメリカ合衆国               |
| 作品賞           | 『未知との遭遇』                 | スティーヴン・スピルバーグ     | ジュリア・フィリップス マイケル・フィリップス                                   | アメリカ合衆国/ イギリス     |
| 作品賞           | 『ミッドナイト・エクスプレス』   | アラン・パーカー               | アラン・マーシャル デヴィッド・パットナム                                       | イギリス/ アメリカ合衆国     |
| 作品賞           | 『スター・ウォーズ』             | ジョージ・ルーカス             | ゲイリー・カーツ                                                                | アメリカ合衆国               |
| 1979年（第33回） |                                  |                                |                                                                                 |                              |
| 作品賞           | 『マンハッタン』                 | ウディ・アレン                 | チャールズ・H・ジョフィ                                                         | アメリカ合衆国               |
| 作品賞           | 『地獄の黙示録』                 | フランシス・フォード・コッポラ | フランシス・フォード・コッポラ                                                  | アメリカ合衆国               |
| 作品賞           | 『チャイナ・シンドローム』       | ジェームズ・ブリッジス         | マイケル・ダグラス                                                              | アメリカ合衆国               |
| 作品賞           | 『ディア・ハンター』             | マイケル・チミノ               | マイケル・チミノ マイケル・ディーリー ジョン・リヴェラル バリー・スパイキングス | アメリカ合衆国               |

### 1980年代
| 部門             | 映画                                         | 監督                       | プロデューサー                                                       | 製作国                           |
| ---------------- | -------------------------------------------- | -------------------------- | -------------------------------------------------------------------- | -------------------------------- |
| 1980年（第34回） |                                              |                            |                                                                      |                                  |
| 作品賞           | 『エレファント・マン』                       | デヴィッド・リンチ         | ジョナサン・サンガー                                                 | イギリス/ アメリカ合衆国         |
| 作品賞           | 『チャンス』                                 | ハル・アシュビー           | アンドリュー・ブラウンズバーグ                                       | アメリカ合衆国                   |
| 作品賞           | 『影武者』                                   | 黒澤明                     | 黒澤明                                                               | 日本                             |
| 作品賞           | 『クレイマー、クレイマー』                   | ロバート・ベントン         | スタンリー・R・ジャッフェ                                            | アメリカ合衆国                   |
| 1981年（第35回） |                                              |                            |                                                                      |                                  |
| 作品賞           | 『炎のランナー』                             | ヒュー・ハドソン           | デヴィッド・パットナム                                               | イギリス                         |
| 作品賞           | 『アトランティック・シティ』                 | ルイ・マル                 | ドニ・エロー ジャン・キムニー                                        | アメリカ合衆国/ カナダ/ フランス |
| 作品賞           | 『フランス軍中尉の女』                       | カレル・ライス             | リアン・クロウ                                                       | イギリス                         |
| 作品賞           | 『グレゴリーズ・ガール』                     | ビル・フォーサイス         | ダヴィナ・ベリング クライヴ・パーソンズ                              | イギリス                         |
| 作品賞           | 『レイダース/失われたアーク《聖櫃》』        | スティーヴン・スピルバーグ | フランク・マーシャル                                                 | アメリカ合衆国                   |
| 1982年（第36回） |                                              |                            |                                                                      |                                  |
| 作品賞           | 『ガンジー』                                 | リチャード・アッテンボロー | リチャード・アッテンボロー                                           | イギリス/ インド                 |
| 作品賞           | 『E.T.』                                     | スティーヴン・スピルバーグ | キャスリーン・ケネディ スティーヴン・スピルバーグ                    | アメリカ合衆国                   |
| 作品賞           | 『ミッシング』                               | コスタ＝ガヴラス           | エドワード・ルイス ミルドレッド・ルイス                              | アメリカ合衆国                   |
| 作品賞           | 『黄昏』                                     | マーク・ライデル           | ブルース・ギルバート                                                 | アメリカ合衆国                   |
| 1983年（第37回） |                                              |                            |                                                                      |                                  |
| 作品賞           | 『リタと大学教授』                           | ルイス・ギルバート         | ルイス・ギルバート                                                   | イギリス                         |
| 作品賞           | 『熱砂の日』                                 | ジェームズ・アイヴォリー   | イスマイル・マーチャント                                             | イギリス                         |
| 作品賞           | 『ローカル・ヒーロー』                       | ビル・フォーサイス         | デヴィッド・パットナム                                               | イギリス                         |
| 作品賞           | 『トッツィー』                               | シドニー・ポラック         | シドニー・ポラック ディック・リチャーズ                              | アメリカ合衆国                   |
| 1984年（第38回） |                                              |                            |                                                                      |                                  |
| 作品賞           | 『キリング・フィールド』                     | ローランド・ジョフィ       | デヴィッド・パットナム                                               | イギリス                         |
| 作品賞           | 『ドレッサー』                               | ピーター・イェーツ         | ロナルド・ハーウッド ピーター・イェーツ                              | イギリス                         |
| 作品賞           | 『パリ、テキサス』                           | ヴィム・ヴェンダース       | アナトール・ドーマン ドン・ゲスト                                    | フランス/ 西ドイツ               |
| 作品賞           | 『最強最後の晩餐』                           | マルコム・モーブリー       | マーク・シーヴァス                                                   | イギリス                         |
| 1985年（第39回） |                                              |                            |                                                                      |                                  |
| 作品賞           | 『カイロの紫のバラ』                         | ウディ・アレン             | ロバート・グリーンハット ウディ・アレン                              | アメリカ合衆国                   |
| 作品賞           | 『アマデウス』                               | ミロス・フォアマン         | ソウル・ゼインツ ミロス・フォアマン                                  | アメリカ合衆国                   |
| 作品賞           | 『バック・トゥ・ザ・フューチャー』           | ロバート・ゼメキス         | ニール・キャントン ボブ・ゲイル ロバート・ゼメキス                   | アメリカ合衆国                   |
| 作品賞           | 『インドへの道』                             | デヴィッド・リーン         | ジョン・ブラボーン リチャード・B・グッドウィン デヴィッド・リーン    | イギリス/ アメリカ合衆国         |
| 作品賞           | 『刑事ジョン・ブック 目撃者』                | ピーター・ウィアー         | エドワード・S・フェルドマン ピーター・ウィアー                       | アメリカ合衆国                   |
| 1986年（第40回） |                                              |                            |                                                                      |                                  |
| 作品賞           | 『眺めのいい部屋』                           | ジェームズ・アイヴォリー   | イスマイル・マーチャント ジェームズ・アイヴォリー                    | イギリス                         |
| 作品賞           | 『ハンナとその姉妹』                         | ウディ・アレン             | ロバート・グリーンハット ウディ・アレン                              | アメリカ合衆国                   |
| 作品賞           | 『ミッション』                               | ローランド・ジョフィ       | フェルナンド・ギア デヴィッド・パットナム ローランド・ジョフィ       | イギリス                         |
| 作品賞           | 『モナリザ』                                 | ニール・ジョーダン         | パトリック・カサヴェッティ スティーヴン・ウーリー ニール・ジョーダン | イギリス                         |
| 1987年（第41回） |                                              |                            |                                                                      |                                  |
| 作品賞           | 『愛と宿命の泉 PART I/フロレット家のジャン』 | クロード・ベリ             | クロード・ベリ                                                       | フランス/ スイス/ イタリア       |
| 作品賞           | 『遠い夜明け』                               | リチャード・アッテンボロー | リチャード・アッテンボロー                                           | イギリス                         |
| 作品賞           | 『戦場の小さな天使たち』                     | ジョン・ブアマン           | ジョン・ブアマン                                                     | イギリス                         |
| 作品賞           | 『ラジオ・デイズ』                           | ウディ・アレン             | ロバート・グリーンハット                                             | アメリカ合衆国                   |
| 1988年（第42回） |                                              |                            |                                                                      |                                  |
| 作品賞           | 『ラストエンペラー』                         | ベルナルド・ベルトルッチ   | ジェレミー・トーマス ベルナルド・ベルトルッチ                        | フランス/ イタリア/ イギリス     |
| 作品賞           | 『さよなら子供たち』                         | ルイ・マル                 | ルイ・マル                                                           | フランス/ 西ドイツ               |
| 作品賞           | 『バベットの晩餐会』                         | ガブリエル・アクセル       | ジャスト・ベッザー ボー・クリステンセン                              | デンマーク                       |
| 作品賞           | 『ワンダとダイヤと優しい奴ら』               | チャールズ・クライトン     | マイケル・シャンバーグ                                               | アメリカ合衆国/ イギリス         |
| 1989年（第43回） |                                              |                            |                                                                      |                                  |
| 作品賞           | 『いまを生きる』                             | ピーター・ウィアー         | スティーヴン・ハーフ ポール・ユンガー・ウィット トニー・トーマス     | アメリカ合衆国                   |
| 作品賞           | 『マイ・レフトフット』                       | ジム・シェリダン           | ノエル・ピアソン                                                     | アイルランド/ イギリス           |
| 作品賞           | 『旅する女/シャーリー・バレンタイン』        | ルイス・ギルバート         | ルイス・ギルバート                                                   | イギリス/ アメリカ合衆国         |
| 作品賞           | 『恋人たちの予感』                           | ロブ・ライナー             | ロブ・ライナー アンドリュー・シェインマン                            | アメリカ合衆国                   |

### 1990年代
| 部門             | 映画                             | 監督                         | プロデューサー                                                                                                   | 製作国                                     |
| ---------------- | -------------------------------- | ---------------------------- | --- | ------------------------------------------ |
| 1990年（第44回） |                                  |                              | |                                            |
| 作品賞           | 『グッドフェローズ』             | マーティン・スコセッシ       | ロバート・チャートフ アーウィン・ウィンクラー                                                                    | アメリカ合衆国                             |
| 作品賞           | 『ウディ・アレンの重罪と軽罪』   | ウディ・アレン               | ロバート・グリーンハット                                                                                         | アメリカ合衆国                             |
| 作品賞           | 『ドライビング Miss デイジー』   | ブルース・ベレスフォード     | リリ・フィニー・ザナック リチャード・D・ザナック                                                                 | イギリス/ アメリカ合衆国                   |
| 作品賞           | 『プリティ・ウーマン』           | ゲイリー・マーシャル         | アーノン・ミルチャン スティーヴン・ルーサー                                                                      | アメリカ合衆国                             |
| 1991年（第45回） |                                  |                              | |                                            |
| 作品賞           | 『ザ・コミットメンツ』           | アラン・パーカー             | リンダ・マイルズ ロジャー・ランドール＝カトラー                                                                  | アイルランド/ イギリス/ アメリカ合衆国     |
| 作品賞           | 『ダンス・ウィズ・ウルブズ』     | ケビン・コスナー             | ケビン・コスナー ジム・ウィルソン                                                                                | アメリカ合衆国                             |
| 作品賞           | 『羊たちの沈黙』                 | ジョナサン・デミ             | ロン・ボズマン エドワード・サクソン ケネス・ウット                                                               | アメリカ合衆国                             |
| 作品賞           | 『テルマ&ルイーズ』              | リドリー・スコット           | ミミ・ポーク | アメリカ合衆国                             |
| 1992年（第46回） |                                  |                              | |                                            |
| 作品賞           | 『ハワーズ・エンド』             | ジェームズ・アイヴォリー     | イスマイル・マーチャント                                                                                         | イギリス/ 日本                             |
| 作品賞           | 『クライング・ゲーム』           | ニール・ジョーダン           | スティーヴン・ウーリー                                                                                           | イギリス/ 日本                             |
| 作品賞           | 『ザ・プレイヤー』               | ロバート・アルトマン         | デイヴィッド・ブラウン マイケル・トルキン ニック・ウェクスラー                                                   | アメリカ合衆国                             |
| 作品賞           | 『ダンシング・ヒーロー』         | バズ・ラーマン               | トリストラム・ミアール                                                                                           | オーストラリア                             |
| 作品賞           | 『許されざる者』                 | クリント・イーストウッド     | クリント・イーストウッド                                                                                         | アメリカ合衆国                             |
| 1993年（第47回） |                                  |                              | |                                            |
| 作品賞           | 『シンドラーのリスト』           | スティーヴン・スピルバーグ   | ブランコ・ラスティグ ジェラルド・R・モーレン スティーヴン・スピルバーグ                                          | アメリカ合衆国                             |
| 作品賞           | 『ピアノ・レッスン』             | ジェーン・カンピオン         | ジェーン・チャップマン                                                                                           | オーストラリア/ ニュージーランド/ フランス |
| 作品賞           | 『日の名残り』                   | ジェームズ・アイヴォリー     | ジョン・キャリー イスマイル・マーチャント マイク・ニコルズ ジェームズ・アイヴォリー                              | イギリス/ アメリカ合衆国                   |
| 作品賞           | 『永遠の愛に生きて』             | リチャード・アッテンボロー   | リチャード・アッテンボロー ブライアン・イーストマン                                                              | イギリス                                   |
| 1994年（第48回） |                                  |                              | |                                            |
| 作品賞           | 『フォー・ウェディング』         | マイク・ニューウェル         | ダンカン・ケンワーシー                                                                                           | イギリス                                   |
| 作品賞           | 『フォレスト・ガンプ/一期一会』  | ロバート・ゼメキス           | ウェンディ・フィネルマン スティーヴ・スターキー スティーヴ・ティッシュ                                           | アメリカ合衆国                             |
| 作品賞           | 『パルプ・フィクション』         | クエンティン・タランティーノ | ローレンス・ベンダー                                                                                             | アメリカ合衆国                             |
| 作品賞           | 『クイズ・ショウ』               | ロバート・レッドフォード     | マイケル・ジェイコブス ジュリアン・クレイニン マイケル・ノジック                                                 | アメリカ合衆国                             |
| 1995年（第49回） |                                  |                              | |                                            |
| 作品賞           | 『いつか晴れた日に』             | アン・リー                   | リンゼイ・ドーラン                                                                                               | アメリカ合衆国/ イギリス                   |
| 作品賞           | 『ユージュアル・サスペクツ』     | ブライアン・シンガー         | マイケル・マクドネル                                                                                             | アメリカ合衆国                             |
| 作品賞           | 『ベイブ』                       | クリス・ヌーナン             | ビル・ミラー ジョージ・ミラー ダグ・ミッチェル                                                                   | オーストラリア/ アメリカ合衆国             |
| 作品賞           | 『英国万歳!』                    | ニコラス・ハイトナー         | デイヴィッド・パーフィット                                                                                       | イギリス                                   |
| 1996年（第50回） |                                  |                              | |                                            |
| 作品賞           | 『イングリッシュ・ペイシェント』 | アンソニー・ミンゲラ         | ソウル・ゼインツ                                                                                                 | アメリカ合衆国/ イギリス                   |
| 作品賞           | 『ファーゴ』                     | ジョエル・コーエン           | イーサン・コーエン                                                                                               | アメリカ合衆国                             |
| 作品賞           | 『秘密と嘘』                     | マイク・リー                 | サイモン・チャニング＝ウィリアムズ                                                                               | フランス/ イギリス                         |
| 作品賞           | 『シャイン』                     | スコット・ヒックス           | ジェーン・スコット                                                                                               | オーストラリア                             |
| 1997年（第51回） |                                  |                              | |                                            |
| 作品賞           | 『フル・モンティ』               | ピーター・カッタネオ         | ウベルト・パゾリーニ                                                                                             | イギリス                                   |
| 作品賞           | 『L.A.コンフィデンシャル』       | カーティス・ハンソン         | カーティス・ハンソン アーノン・ミルチャン マイケル・ネイサンソン                                                 | アメリカ合衆国                             |
| 作品賞           | 『Queen Victoria 至上の恋』      | ジョン・マッデン             | サラ・カーティス                                                                                                 | イギリス/ アイルランド/ アメリカ合衆国     |
| 作品賞           | 『タイタニック』                 | ジェームズ・キャメロン       | ジェームズ・キャメロン ジョン・ランドー                                                                          | アメリカ合衆国                             |
| 1998年（第52回） |                                  |                              | |                                            |
| 作品賞           | 『恋におちたシェイクスピア』     | ジョン・マッデン             | ドナ・ジグリオッティ マーク・ノーマン デヴィッド・パーフィット ハーヴェイ・ワインスタイン エドワード・ズウィック | アメリカ合衆国/ イギリス                   |
| 作品賞           | 『エリザベス』                   | シェーカル・カプール         | アリソン・オーウェン エリック・フェルナー ティム・ビーヴァン                                                     | イギリス                                   |
| 作品賞           | 『プライベート・ライアン』       | スティーヴン・スピルバーグ   | イアン・ブライス マーク・ゴードン ゲイリー・レヴィンソン スティーヴン・スピルバーグ                              | アメリカ合衆国                             |
| 作品賞           | 『トゥルーマン・ショー』         | ピーター・ウィアー           | エドワード・S・フェルドマン アンドリュー・ニコル スコット・ルーディン アダム・シュローダー                       | アメリカ合衆国                             |
| 1999年（第53回） |                                  |                              | |                                            |
| 作品賞           | 『アメリカン・ビューティー』     | サム・メンデス               | ブルース・コーエン ダン・ジンクス                                                                                | アメリカ合衆国                             |
| 作品賞           | 『ぼくの国、パパの国』           | ダミアン・オドネル           | レスリー・ウドウィン                                                                                             | イギリス                                   |
| 作品賞           | 『ことの終わり』                 | ニール・ジョーダン           | ニール・ジョーダン スティーヴン・ウーリー                                                                        | イギリス/ アメリカ合衆国                   |
| 作品賞           | 『シックス・センス』             | M・ナイト・シャマラン        | フランク・マーシャル キャスリーン・ケネディ バリー・メンデル                                                     | アメリカ合衆国                             |
| 作品賞           | 『リプリー』                     | アンソニー・ミンゲラ         | ウィリアム・ホーバーグ トム・スターンバーグ                                                                      | アメリカ合衆国                             |

### 2000年代
| 部門             | 映画                                   | 監督                                            | プロデューサー                                                                   | 製作国                                                                 |
| ---------------- | -------------------------------------- | ----------------------------------------------- | -------------------------------------------------------------------------------- | ---------------------------------------------------------------------- |
| 2000年（第54回） |                                        |                                                 |                                                                                  |                                                                        |
| 作品賞           | 『グラディエーター』                   | リドリー・スコット                              | デヴィッド・H・フランゾーニ ブランコ・ラスティグ ダグラス・ウィック              | イギリス/ アメリカ合衆国                                               |
| 作品賞           | 『あの頃ペニー・レインと』             | キャメロン・クロウ                              | イアン・ブライス キャメロン・クロウ                                              | アメリカ合衆国                                                         |
| 作品賞           | 『リトル・ダンサー』                   | スティーブン・ダルドリー                        | グレッグ・ブレンマン ジョン・フィン                                              | イギリス/ フランス                                                     |
| 作品賞           | 『エリン・ブロコビッチ』               | スティーヴン・ソダーバーグ                      | ダニー・デヴィート マイケル・シャンバーグ ステイシー・シェア                     | アメリカ合衆国                                                         |
| 作品賞           | 『グリーン・デスティニー』             | アン・リー                                      | シュー・リーコン ビル・コン アン・リー                                           | 台湾/ 香港/ アメリカ合衆国/ 中国                                       |
| 2001年（第55回） |                                        |                                                 |                                                                                  |                                                                        |
| 作品賞           | 『ロード・オブ・ザ・リング』           | ピーター・ジャクソン                            | ピーター・ジャクソン バリー・M・オズボーン ティム・サンダース フラン・ウォルシュ | ニュージーランド/ アメリカ合衆国                                       |
| 作品賞           | 『ビューティフル・マインド』           | ロン・ハワード                                  | ブライアン・グレイザー ロン・ハワード                                            | アメリカ合衆国                                                         |
| 作品賞           | 『アメリ』                             | ジャン＝ピエール・ジュネ                        | ジャン・マルク・デシャン クロディー・オサール                                    | フランス/ ドイツ                                                       |
| 作品賞           | 『ムーラン・ルージュ』                 | バズ・ラーマン                                  | フレッド・バロン マーティン・ブラウン バズ・ラーマン                             | オーストラリア/ アメリカ合衆国                                         |
| 作品賞           | 『シュレック』                         | アンドリュー・アダムソン ヴィッキー・ジェンソン | ジェフリー・カッツェンバーグ アーロン・ワーナー ジョン・H・ウィリアムズ          | アメリカ合衆国                                                         |
| 2002年（第56回） |                                        |                                                 |                                                                                  |                                                                        |
| 作品賞           | 『戦場のピアニスト』                   | ロマン・ポランスキー                            | ロベール・ベンムッサ ロマン・ポランスキー アラン・サルド                         | フランス/ ドイツ/ イギリス/ ポーランド                                 |
| 作品賞           | 『シカゴ』                             | ロブ・マーシャル                                | マーティン・リチャーズ                                                           | アメリカ合衆国/ ドイツ                                                 |
| 作品賞           | 『ギャング・オブ・ニューヨーク』       | マーティン・スコセッシ                          | アルベルト・グリマルディ ハーヴェイ・ワインスタイン                              | アメリカ合衆国/ ドイツ/ イタリア/ イギリス/ オランダ                   |
| 作品賞           | 『めぐりあう時間たち』                 | スティーブン・ダルドリー                        | ロバート・フォックス スコット・ルーディン                                        | アメリカ合衆国                                                         |
| 作品賞           | 『ロード・オブ・ザ・リング/二つの塔』  | ピーター・ジャクソン                            | ピーター・ジャクソン バリー・M・オズボーン フラン・ウォルシュ                    | ニュージーランド/ アメリカ合衆国                                       |
| 2003年（第57回） |                                        |                                                 |                                                                                  |                                                                        |
| 作品賞           | 『ロード・オブ・ザ・リング/王の帰還』  | ピーター・ジャクソン                            | ピーター・ジャクソン バリー・M・オズボーン フラン・ウォルシュ                    | アメリカ合衆国/ ニュージーランド                                       |
| 作品賞           | 『ビッグ・フィッシュ』                 | ティム・バートン                                | ブルース・コーエン ダン・ジンクス リチャード・D・ザナック                        | アメリカ合衆国                                                         |
| 作品賞           | 『コールド マウンテン』                | アンソニー・ミンゲラ                            | アルバート・バーガー ウィリアム・ホーバーグ シドニー・ポラック ロン・イェルザ    | アメリカ合衆国/ イギリス                                               |
| 作品賞           | 『ロスト・イン・トランスレーション』   | ソフィア・コッポラ                              | ソフィア・コッポラ ロス・カッツ                                                  | アメリカ合衆国/ 日本                                                   |
| 作品賞           | 『マスター・アンド・コマンダー』       | ピーター・ウィアー                              | サミュエル・ゴールドウィン・Jr ダンカン・ヘンダーソン ピーター・ウィアー         | アメリカ合衆国                                                         |
| 2004年（第58回） |                                        |                                                 |                                                                                  |                                                                        |
| 作品賞           | 『アビエイター』                       | マーティン・スコセッシ                          | サンディ・クライマン チャールス・エヴァンス・Jr グレアム・キング マイケル・マン  | アメリカ合衆国/ ドイツ                                                 |
| 作品賞           | 『モーターサイクル・ダイアリーズ』     | ウォルター・サレス                              | マイケル・ノジック エドガード・テネンバウム カレン・テンコフ                     | アメリカ合衆国/ ドイツ/ イギリス/ アルゼンチン/ チリ/ ペルー/ フランス |
| 作品賞           | 『エターナル・サンシャイン』           | ミシェル・ゴンドリー                            | スティーヴ・ゴリン アンソニー・ブレグマン                                        | アメリカ合衆国                                                         |
| 作品賞           | 『ネバーランド』                       | マーク・フォースター                            | ネリー・ベルフラワー リチャード・N・グラッドスタイン                             | イギリス/ アメリカ合衆国                                               |
| 作品賞           | 『ヴェラ・ドレイク』                   | マイク・リー                                    | サイモン・チャニング＝ウィリアムズ アラン・サルド                                | イギリス/ フランス/ ニュージーランド                                   |
| 2005年（第59回） |                                        |                                                 |                                                                                  |                                                                        |
| 作品賞           | 『ブロークバック・マウンテン』         | アン・リー                                      | ダイアナ・オサナ ジェームズ・シェイマス                                          | アメリカ合衆国                                                         |
| 作品賞           | 『カポーティ』                         | ベネット・ミラー                                | キャロライン・バロン マイケル・オホーヴェン ウィリアム・ヴィンス                 | アメリカ合衆国/ カナダ                                                 |
| 作品賞           | 『ナイロビの蜂』                       | フェルナンド・メイレレス                        | サイモン・チャニング＝ウィリアムズ                                               | ドイツ/ イギリス                                                       |
| 作品賞           | 『クラッシュ』                         | ポール・ハギス                                  | ドン・チードル キャシー・シュルマン ボブ・ヤーリ                                 | アメリカ合衆国                                                         |
| 作品賞           | 『グッドナイト&グッドラック』          | ジョージ・クルーニー                            | グラント・ヘスロヴ                                                               | アメリカ合衆国                                                         |
| 2006年（第60回） |                                        |                                                 |                                                                                  |                                                                        |
| 作品賞           | 『クィーン』                           | スティーヴン・フリアーズ                        | アンディ・ハリース クリスティーン・ランガン トレイシー・シーウォード             | イギリス/ フランス/ イタリア                                           |
| 作品賞           | 『バベル』                             | アレハンドロ・ゴンサレス・イニャリトゥ          | アレハンドロ・ゴンサレス・イニャリトゥ スティーヴ・ゴリン ジョン・キリク         | アメリカ合衆国/ モロッコ/ メキシコ                                     |
| 作品賞           | 『ディパーテッド』                     | マーティン・スコセッシ                          | ブラッド・ピット ブラッド・グレイ グレアム・キング                               | アメリカ合衆国                                                         |
| 作品賞           | 『ラストキング・オブ・スコットランド』 | ケヴィン・マクドナルド                          | アンドレア・カルダーウッド リサ・ブライアー チャールズ・スティール               | アメリカ合衆国/ イギリス                                               |
| 作品賞           | 『リトル・ミス・サンシャイン』         | ジョナサン・デイトン ヴァレリー・ファリス       | デヴィッド・T・フレンドリー ピーター・サラフ マーク・タートルトーブ              | アメリカ合衆国                                                         |
| 2007年（第61回） |                                        |                                                 |                                                                                  |                                                                        |
| 作品賞           | 『つぐない』                           | ジョー・ライト                                  | ティム・ビーヴァン エリック・フェルナー ポール・ウェブスター                     | イギリス/ フランス                                                     |
| 作品賞           | 『アメリカン・ギャングスター』         | リドリー・スコット                              | ブライアン・グレイザー リドリー・スコット                                        | アメリカ合衆国                                                         |
| 作品賞           | 『善き人のためのソナタ』               | フロリアン・ヘンケル・フォン・ドナースマルク    | クイリン・ベルク マックス・ヴィーデマン                                          | ドイツ                                                                 |
| 作品賞           | 『ノーカントリー』                     | コーエン兄弟                                    | コーエン兄弟 スコット・ルーディン                                                | アメリカ合衆国                                                         |
| 作品賞           | 『ゼア・ウィル・ビー・ブラッド』       | ポール・トーマス・アンダーソン                  | ジョアン・セアラー ダニエル・ルピ                                                | アメリカ合衆国                                                         |
| 2008年（第62回） |                                        |                                                 |                                                                                  |                                                                        |
| 作品賞           | 『スラムドッグ$ミリオネア』            | ダニー・ボイル ラヴリーン・タンダン             | クリスチャン・コルソン                                                           | イギリス                                                               |
| 作品賞           | 『ベンジャミン・バトン 数奇な人生』    | デヴィッド・フィンチャー                        | キャスリーン・ケネディ フランク・マーシャル                                      | アメリカ合衆国                                                         |
| 作品賞           | 『フロスト×ニクソン』                  | ロン・ハワード                                  | ロン・ハワード ブライアン・グレイザー ティム・ビーヴァン エリック・フェルナー    | イギリス/ アメリカ合衆国                                               |
| 作品賞           | 『ミルク』                             | ガス・ヴァン・サント                            | ダン・ジンクス ブルース・コーエン                                                | アメリカ合衆国                                                         |
| 作品賞           | 『愛を読むひと』                       | スティーヴン・ダルドリー                        | アンソニー・ミンゲラ シドニー・ポラック スコット・ルーディン                     | イギリス/ ドイツ                                                       |
| 2009年（第63回） |                                        |                                                 |                                                                                  |                                                                        |
| 作品賞           | 『ハート・ロッカー』                   | キャスリン・ビグロー                            | キャスリン・ビグロー マーク・ボール ニコラ・シャルティエ グレッグ・シャピロ      | アメリカ合衆国                                                         |
| 作品賞           | 『アバター』                           | ジェームズ・キャメロン                          | ジェームズ・キャメロン ジョン・ランドー                                          | アメリカ合衆国                                                         |
| 作品賞           | 『17歳の肖像』                         | ロネ・シェルフィグ                              | フィノラ・ドワイヤー アマンダ・ポージー                                          | イギリス                                                               |
| 作品賞           | 『プレシャス』                         | リー・ダニエルズ                                | リー・ダニエルズ サラ・シーゲル＝マグネス ゲイリー・マグネス                     | アメリカ合衆国                                                         |
| 作品賞           | 『マイレージ、マイライフ』             | ジェイソン・ライトマン                          | アイヴァン・ライトマン ジェイソン・ライトマン ダニエル・タビッキ                 | アメリカ合衆国                                                         |

### 2010年代
| 部門             | 映画                                                    | 監督                                   | プロデューサー | 製作国                                       |
| ---------------- | ------------------------------------------------------- | -------------------------------------- | --- | -------------------------------------------- |
| 2010年（第64回） |                                                         |                                        | |                                              |
| 作品賞           | 『英国王のスピーチ』                                    | トム・フーパー                         | イアン・キャニング エミール・シャーマン ガレス・アンウィン                                                                        | イギリス                                     |
| 作品賞           | 『インセプション』                                      | クリストファー・ノーラン               | クリストファー・ノーラン エマ・トーマス                                                                                           | アメリカ合衆国                               |
| 作品賞           | 『ブラック・スワン』                                    | ダーレン・アロノフスキー               | ダーレン・アロノフスキー スコット・フランクリン マイク・メダヴォイ アーノルド・メッサー ブライアン・オリヴァー                    | アメリカ合衆国                               |
| 作品賞           | 『ソーシャル・ネットワーク』                            | デヴィッド・フィンチャー               | デヴィッド・フィンチャー スコット・ルーディン デイナ・ブルネッティ マイケル・デ・ルカ シーアン・チャフィン ケヴィン・スペイシー   | アメリカ合衆国                               |
| 作品賞           | 『トゥルー・グリット』                                  | コーエン兄弟                           | ジョエル・コーエン イーサン・コーエン スコット・ルーディン スティーヴン・スピルバーグ                                             | アメリカ合衆国                               |
| 2011年（第65回） |                                                         |                                        | |                                              |
| 作品賞           | 『アーティスト』                                        | ミシェル・アザナヴィシウス             | トマ・ラングマン | フランス                                     |
| 作品賞           | 『ファミリー・ツリー』                                  | アレクサンダー・ペイン                 | アレクサンダー・ペイン ジム・テイラー ジム・バーク                                                                                | アメリカ合衆国                               |
| 作品賞           | 『ドライヴ』                                            | ニコラス・ウィンディング・レフン       | マーク・プラット | アメリカ合衆国                               |
| 作品賞           | 『ヘルプ 〜心がつなぐストーリー〜』                     | テイト・テイラー                       | クリス・コロンバス マイケル・バーナサン ブランソン・グリーン                                                                      | アメリカ合衆国                               |
| 作品賞           | 『裏切りのサーカス』                                    | トーマス・アルフレッドソン             | ティム・ビーヴァン ロビン・スロヴォ エリック・フェルナー                                                                          | イギリス フランス                            |
| 2012年（第66回） |                                                         |                                        | |                                              |
| 作品賞           | 『アルゴ』                                              | ベン・アフレック                       | ベン・アフレック グラント・ヘスロヴ ジョージ・クルーニー                                                                          | アメリカ合衆国                               |
| 作品賞           | 『レ・ミゼラブル』                                      | トム・フーパー                         | ティム・ビーヴァン エリック・フェルナー デブラ・ヘイワード キャメロン・マッキントッシュ                                           | イギリス                                     |
| 作品賞           | 『ライフ・オブ・パイ/トラと漂流した227日』              | アン・リー                             | アン・リー ギル・ネッター デヴィッド・ウォマーク                                                                                  | アメリカ合衆国                               |
| 作品賞           | 『リンカーン』                                          | スティーヴン・スピルバーグ             | スティーヴン・スピルバーグ キャスリーン・ケネディ                                                                                 | アメリカ合衆国                               |
| 作品賞           | 『ゼロ・ダーク・サーティ』                              | キャスリン・ビグロー                   | キャスリン・ビグロー マーク・ボール ミーガン・エリソン                                                                            | アメリカ合衆国                               |
| 2013年（第67回） |                                                         |                                        | |                                              |
| 作品賞           | 『それでも夜は明ける』                                  | スティーヴ・マックイーン               | ブラッド・ピット アンソニー・カタガス デデ・ガードナー ジェレミー・クレイナー スティーヴ・マックイーン                            | アメリカ合衆国                               |
| 作品賞           | 『アメリカン・ハッスル』                                | デヴィッド・O・ラッセル                | チャールズ・ローヴェン リチャード・サックル ミーガン・エリソン ジョナサン・ゴードン                                               | アメリカ合衆国                               |
| 作品賞           | 『キャプテン・フィリップス』                            | ポール・グリーングラス                 | スコット・ルーディン デイナ・ブルネッティ マイケル・デ・ルカ                                                                      | アメリカ合衆国                               |
| 作品賞           | 『ゼロ・グラビティ』                                    | アルフォンソ・キュアロン               | アルフォンソ・キュアロン デヴィッド・ハイマン                                                                                     | イギリス/ アメリカ合衆国                     |
| 作品賞           | 『あなたを抱きしめる日まで』                            | スティーヴン・フリアーズ               | ガブリエル・ターナ スティーヴ・クーガン トレイシー・シーウォード                                                                  | イギリス                                     |
| 2014年（第68回） |                                                         |                                        | |                                              |
| 作品賞           | 『6才のボクが、大人になるまで。』                       | リチャード・リンクレイター             | リチャード・リンクレイター キャサリン・サザーランド                                                                               | アメリカ合衆国                               |
| 作品賞           | 『バードマン あるいは（無知がもたらす予期せぬ奇跡）』   | アレハンドロ・ゴンサレス・イニャリトゥ | アレハンドロ・ゴンサレス・イニャリトゥ ジョン・レッシャー ジェームズ・スコッチドポール                                            | アメリカ合衆国                               |
| 作品賞           | 『グランド・ブダペスト・ホテル』                        | ウェス・アンダーソン                   | ウェス・アンダーソン スコット・ルーディン スティーヴン・レイルズ ジェレミー・ドーソン                                             | アメリカ合衆国/ イギリス/ ドイツ             |
| 作品賞           | 『イミテーション・ゲーム/エニグマと天才数学者の秘密』   | モルテン・ティルドゥム                 | ノーラ・グロスマン アイドー・オストロウスキー テディ・シュワルツマン                                                              | イギリス/ アメリカ合衆国                     |
| 作品賞           | 『博士と彼女のセオリー』                                | ジェームズ・マーシュ                   | ティム・ビーバン エリック・フェルナー リサ・ブルース アンソニー・マッカーテン                                                     | イギリス                                     |
| 2015年（第69回） |                                                         |                                        | |                                              |
| 作品賞           | 『レヴェナント: 蘇えりし者』                            | アレハンドロ・ゴンザレス・イニャリトゥ | アレハンドロ・ゴンザレス・イニャリトゥ スティーヴ・ゴリン アーノン・ミルチャン メアリー・ペアレント キース・レドモン              | アメリカ合衆国                               |
| 作品賞           | 『マネー・ショート 華麗なる大逆転』                     | アダム・マッケイ                       | デデ・ガードナー ジェレミー・クライナー ブラッド・ピット                                                                          | アメリカ合衆国                               |
| 作品賞           | 『ブリッジ・オブ・スパイ』                              | スティーブン・スピルバーグ             | クリスティ・マコスコ・クリガー マーク・プラット スティーブン・スピルバーグ                                                        | アメリカ合衆国                               |
| 作品賞           | 『キャロル』                                            | トッド・ヘインズ                       | エリザベス・カールセン クリスティン・ヴェイコン スティーヴン・ウィーリー                                                          | アメリカ合衆国/ イギリス                     |
| 作品賞           | 『スポットライト 世紀のスクープ』                       | トム・マッカーシー                     | バイル・ペイゴン・ファウスト スティーブ・ゴリン ニコール・ロックリン マイケル・シュガー                                           | アメリカ合衆国                               |
| 2016年（第70回） |                                                         |                                        | |                                              |
| 作品賞           | 『ラ・ラ・ランド』                                      | デイミアン・チャゼル                   | フレッド・バーガー ジョーダン・ホロウィッツ マーク・プラット                                                                      | アメリカ合衆国                               |
| 作品賞           | 『メッセージ』                                          | ドゥニ・ヴィルヌーヴ                   | ダン・レヴィン ショーン・レヴィ デヴィッド・リンド アーロン・ライダー                                                             | アメリカ合衆国                               |
| 作品賞           | 『わたしは、ダニエル・ブレイク』                        | ケン・ローチ                           | レベッカ・オブライエン | イギリス/ フランス/ ベルギー                 |
| 作品賞           | 『マンチェスター・バイ・ザ・シー』                      | ケネス・ロナーガン                     | ローレン・ベック マット・デイモン クリス・ムーア キンバリー・スチュワード ケヴィン・J・ウォルシュ                                 | アメリカ合衆国                               |
| 作品賞           | 『ムーンライト』                                        | バリー・ジェンキンス                   | デデ・ガードナー ジェレミー・クライナー アデル・ロマンスキー                                                                      | アメリカ合衆国                               |
| 2017年（第71回） |                                                         |                                        | |                                              |
| 作品賞           | 『スリー・ビルボード』                                  | マーティン・マクドナー                 | グレアム・ブロードベント ピーター・チャーニン マーティン・マクドナー                                                              | イギリス/ アメリカ合衆国                     |
| 作品賞           | 『君の名前で僕を呼んで』                                | ルカ・グァダニーノ                     | エミリー・ジョルジュ ルカ・グァダニーノ マルコ・モラビート ピーター・スピアーズ                                                   | アメリカ合衆国/ イタリア/ フランス/ ブラジル |
| 作品賞           | 『ウィンストン・チャーチル/ヒトラーから世界を救った男』 | ジョー・ライト                         | ティム・ビーヴァン リサ・ブルース エリック・フェルナ― アンソニー・マクカーテン ダグラス・アーバンスキー                           | イギリス                                     |
| 作品賞           | 『ダンケルク』                                          | クリストファー・ノーラン               | クリストファー・ノーラン エマ・トーマス                                                                                           | イギリス/ アメリカ合衆国/ フランス/ オランダ |
| 作品賞           | 『シェイプ・オブ・ウォーター』                          | ギレルモ・デル・トロ                   | ギレルモ・デル・トロ J・マイルズ・デイル                                                                                          | アメリカ合衆国                               |
| 2018年（第72回） |                                                         |                                        | |                                              |
| 作品賞           | 『ROMA/ローマ』                                         | アルフォンソ・キュアロン               | アルフォンソ・キュアロン ガブリエラ・ロドリゲス ニコラス・セリス                                                                  | メキシコ/ アメリカ合衆国                     |
| 作品賞           | 『ブラック・クランズマン』                              | スパイク・リー                         | スパイク・リー ジョーダン・ピール ショーン・レディック ショーン・マッキトリック レイモンド・マンスフィールド                      | アメリカ合衆国                               |
| 作品賞           | 『女王陛下のお気に入り』                                | ヨルゴス・ランティモス                 | セシ・デンプシー エド・ギニー リー・マジデイ ヨルゴス・ランティモス                                                               | イギリス/ アイルランド/ アメリカ合衆国       |
| 作品賞           | 『グリーンブック』                                      | ピーター・ファレリー                   | ジム・バーク ニック・ヴァレロンガ ブライアン・ヘインズ・カリー ピーター・ファレリー クワミ・L・パーカー チャールズ・B・ウェスラー | アメリカ合衆国                               |
| 作品賞           | 『アリー/ スター誕生』                                  | ブラッドリー・クーパー                 | ビル・ガーバー ジョン・ピーターズ ブラッドリー・クーパー トッド・フィリップス リネット・ハウエル・テイラー                        | アメリカ合衆国                               |
| 2019年（第73回） |                                                         |                                        | |                                              |
| 作品賞           | 『1917 命をかけた伝令』                                 | サム・メンデス                         | サム・メンデス ピッパ・ハリス カラム・マクドゥガル ブライアン・オリヴァー                                                         | イギリス/ アメリカ合衆国                     |
| 作品賞           | 『アイリッシュマン』                                    | マーティン・スコセッシ                 | マーティン・スコセッシ ジェーン・ローゼンタール エマ・ティリンジャー・コスコフ ロバート・デ・ニーロ ガストン・パヴロヴィッチ      | アメリカ合衆国                               |
| 作品賞           | 『ジョーカー』                                          | トッド・フィリップス                   | トッド・フィリップス ブラッドリー・クーパー エマ・ティリンガー・コスコフ                                                          | アメリカ合衆国                               |
| 作品賞           | 『ワンス・アポン・ア・タイム・イン・ハリウッド』        | クエンティン・タランティーノ           | デヴィッド・ハイマン シャノン・マッキントッシュ クエンティン・タランティーノ                                                      | アメリカ合衆国/ イギリス                     |
| 作品賞           | 『パラサイト 半地下の家族』                             | ポン・ジュノ                           | クァク・シネ ムン・ヤングォン ポン・ジュノ チャン・ヨンファン                                                                     | 韓国                                         |

### 2020年代
| 部門             | 映画                                                   | 監督                                    | プロデューサー | 製作国                                                             |
| ---------------- | ------------------------------------------------------ | --------------------------------------- | --- | ------------------------------------------------------------------ |
| 2020年（第74回） |                                                        |                                         | |                                                                    |
| 作品賞           | 『ノマドランド』                                       | クロエ・ジャオ                          | フランシス・マクドーマンド ピーター・スピアーズ モリー・アッシャー ダン・ジャンヴィー クロエ・ジャオ                                                 | アメリカ合衆国                                                     |
| 作品賞           | 『ファーザー』                                         | フローリアン・ゼレール                  | フィリップ・カルカソンヌ サイモン・フレンド ジャン＝ルイ・リヴィ デヴィッド・パーフィット クリストフ・スパドーン                                     | イギリス/ フランス/ アメリカ合衆国                                 |
| 作品賞           | 『モーリタニアン 黒塗りの記録』                        | ケヴィン・マクドナルド                  | Adam Ackland Michael Bronner ベネディクト・カンバーバッチ Leah Clarke Christine Holder Mark Holder Beatriz Levin Lloyd Levin Branwen Prestwood-Smith | イギリス/ アメリカ合衆国                                           |
| 作品賞           | 『プロミシング・ヤング・ウーマン』                     | エメラルド・フェネル                    | エメラルド・フェネル トム・アッカーリー ベン・ブラウニング アシュリー・フォックス ジョシー・マクナマラ マーゴット・ロビー                            | アメリカ合衆国                                                     |
| 作品賞           | 『シカゴ7裁判』                                        | アーロン・ソーキン                      | スチュアート・M・ベッサー マット・ジャクソン マーク・E・プラット タイラー・トンプソン                                                                | アメリカ合衆国                                                     |
| 2021年（第75回） |                                                        |                                         | |                                                                    |
| 作品賞           | 『パワー・オブ・ザ・ドッグ』                           | ジェーン・カンピオン                    | エミール・シャーマン イアン・カニング ロジェ・フラピエ ジェーン・カンピオン タニヤ・セガッチアン                                                     | イギリス/ オーストラリア/ アメリカ合衆国/ カナダ/ ニュージーランド |
| 作品賞           | 『ベルファスト』                                       | ケネス・ブラナー                        | ケネス・ブラナー ローラ・バーウィック ベッカ・コヴァチック テイマー・トーマス                                                                        | アメリカ合衆国                                                     |
| 作品賞           | 『ドント・ルック・アップ』                             | アダム・マッケイ                        | アダム・マッケイ Kevin Messick スコット・ステューバー Betsy Koch Todd Schulman                                                                       | アメリカ合衆国                                                     |
| 作品賞           | 『DUNE/デューン 砂の惑星』                             | ドゥニ・ヴィルヌーヴ                    | メアリー・ペアレント ドゥニ・ヴィルヌーヴ ケイル・ボイター ジョー・カラッチョロ・ジュニア                                                            | アメリカ合衆国                                                     |
| 作品賞           | 『リコリス・ピザ』                                     | ポール・トーマス・アンダーソン          | ポール・トーマス・アンダーソン サラ・マーフィ アダム・ソムナー                                                                                       | アメリカ合衆国                                                     |
| 2022年（第76回） |                                                        |                                         | |                                                                    |
| 作品賞           | 『西部戦線異状なし』                                   | エドワード・ベルガー                    | エドワード・ベルガー ダニエル・マルク・ドレイファス マルテ・グルナート                                                                               | アメリカ合衆国/ ドイツ                                             |
| 作品賞           | 『イニシェリン島の精霊』                               | マーティン・マクドナー                  | グレアム・ブロードベント ピーター・チャーニン マーティン・マクドナー                                                                                 | アイルランド/ イギリス/ アメリカ合衆国                             |
| 作品賞           | 『エルヴィス』                                         | バズ・ラーマン                          | バズ・ラーマン キャサリン・マーティン ゲイル・バーマン パトリック・マコーミック スカイラー・ワイス                                                   | アメリカ合衆国                                                     |
| 作品賞           | 『エブリシング・エブリウェア・オール・アット・ワンス』 | ダニエル・クワン ダニエル・シャイナート | アンソニー・ルッソ ジョー・ルッソ マイク・ラロッカ ダニエル・クワン ダニエル・シャイナート ジョナサン・ワン ピーター・タム・リー                     | アメリカ合衆国                                                     |
| 作品賞           | 『TAR/ター』                                           | トッド・フィールド                      | トッド・フィールド スコット・ランバート アレクサンドラ・ミルチャン                                                                                   | アメリカ合衆国                                                     |
| 2023年（第77回） |                                                        |                                         | |                                                                    |
| 作品賞           | 『オッペンハイマー』                                   | クリストファー・ノーラン                | エマ・トーマス チャールズ・ローヴェン クリストファー・ノーラン                                                                                       | アメリカ合衆国                                                     |
| 作品賞           | 『落下の解剖学』                                       | ジュスティーヌ・トリエ                  | マリー＝アンジュ・ルシアーニ ダヴィド・ティオン | フランス                                                           |
| 作品賞           | 『ホールドオーバーズ 置いてけぼりのホリディ』          | アレクサンダー・ペイン                  | マーク・ジョンソン ビル・ブロック デヴィッド・ヘミングソン                                                                                           | アメリカ合衆国                                                     |
| 作品賞           | 『キラーズ・オブ・ザ・フラワームーン』                 | マーティン・スコセッシ                  | ダン・フリードキン マーティン・スコセッシ ブラッドリー・トーマス ダニエル・ルピ                                                                      | アメリカ合衆国                                                     |
| 作品賞           | 『哀れなるものたち』                                   | ヨルゴス・ランティモス                  | エド・ギニー アンドリュー・ロウ ヨルゴス・ランティモス エマ・ストーン                                                                                | イギリス/ アメリカ合衆国/ アイルランド                             |
| 2024年（第78回） |                                                        |                                         | |                                                                    |
| 作品賞           | 『教皇選挙』                                           | エドワード・ベルガー                    | テッサ・ロス ジュリエット・ハウエル マイケル・A・ジャックマン                                                                                        | イギリス/ アメリカ合衆国                                           |
| 作品賞           | 『ANORA アノーラ』                                     | ショーン・ベイカー                      | ショーン・ベイカー アレックス・ココ サマンサ・クアン                                                                                                 | アメリカ合衆国                                                     |
| 作品賞           | 『ブルータリスト』                                     | ブラディ・コーベット                    | 候補者検討中 | ハンガリー/ イギリス/ アメリカ合衆国                               |
| 作品賞           | 『名もなき者/A COMPLETE UNKNOWN』                      | ジェームズ・マンゴールド                | フレッド・バーガー ジェームズ・マンゴールド アレックス・ハインマン                                                                                   | アメリカ合衆国                                                     |
| 作品賞           | 『エミリア・ペレス』                                   | ジャック・オーディアール                | 候補者検討中 | フランス                                                           |